# Jorge González
Jorge Gonzalez, (El Colorado, 31 de janeiro de 1966 - Chaco, 22 de setembro de 2010) foi um lutador de luta-livre, jogador de basquetebol argentino, o qual competiu pela World Wrestling Federation, no início dos anos 1990, sobre o ring name Giant Gonzalez.

## Carreira
Gonzalez atuou pela Seleção Argentina de Basquetebol, e em times como Club de Gimnasia y Esgrima La Plata e Atlanta Hawks. A sua carreira no basquete não teve sucesso pelo seu enorme peso (200 kg).
Gonzalez faz parte do Livro dos Recordes. Ele era o competidor de wrestling profissional, com maior altura da história: 2,32 m. Entrou para o Guiness em 2000.
Pela WWF, a sua maior participação foi na WrestleMania IX, onde foi uma das vítimas de The Undertaker perdendo por desqualificação. No SummerSlam 1993, acabou sendo novamente derrotado por Undertaker e no final daquele ano se aposentou .
Pouco tempo depois, Jorge enfrentou uma crise financeira e foi deixado por sua noiva. No meio de uma crise ficanceira, ele rompeu o fémur em uma partida de basquete. Gonzáles sofria de diabetes, que o estava deixando cego.
Faleceu na tarde de 24 de setembro de 2010 aos 44 anos de idade, em decorrência do diabetes e doenças cardíacas.. Até hoje ele é considerado o maior wrestler de todos os tempos, com 2,32 m de altura.

## No Wrestling
Finishing moves
Chokeslam[2][3]
Clawhold[3]
Signature moves
Big boot[3]
Overhead chop[3]
Managers
Harvey Wippleman[2]

## Títulos e prêmios
- Pro Wrestling Illustrated
  - PWI o colocou na #112ª posição dos 500 melhores lutadores individuais em 1991
  - PWI o colocou na #498ª posição dos 500 melhores lutadores individuais na "PWI Years" em 2003
- Wrestling Observer Newsletter
  - Pior Rivalidade do Ano (1993) vs. The Undertaker